# Arthur Prüfer

Arthur Prüfer

Arthur Prüfer (* 7. Juli 1860 in Leipzig; † 3. Juni 1944 in Würzburg) war ein deutscher Musikwissenschaftler.

## Leben
Er besuchte zuerst die Teichmannsche Privatschule in Leipzig, dann das Internat Salzmannschule Schnepfenthal in Thüringen und legte an der Nikolaischule in Leipzig das Abitur ab. 1880 bis 1889 studierte er Rechts- und Musikwissenschaft in Leipzig, Heidelberg, Berlin und Jena. 1886 erfolgte die Promotion zum Dr. jur. in Heidelberg, 1890 die Promotion in Musikwissenschaft. 1895 folgte seine Habilitation in Leipzig bei Hermann Kretzschmar und Oscar Paul über Johann Hermann Schein, den Komponisten und Thomaskantor. 1902 wurde er in Leipzig neben Hugo Riemann nichtplanmäßiger außerordentlicher Professor für Musikwissenschaft, dort auch 1936 emeritiert. Als Ritter wurde er in den Königlich-Sächsischen Albrechts-Orden aufgenommen (1916). Privat verarmte er durch die Inflation 1923 und war auf Unterstützung angewiesen. Von 1913 bis 1922 war er Mitglied der antisemitischen Gauloge Leipzig im Germanenorden. Im November 1933 unterzeichnete er das Bekenntnis der Professoren an den deutschen Universitäten und Hochschulen zu Adolf Hitler.
Prüfer war ein Experte für Schein und Richard Wagner.

## Schriften
- Untersuchungen über den ausserkirchlichen Kunstgesang in den evangelischen Schulen des 16. Jahrhunderts. Dissertation Leipzig 1890.
- Johann Hermann Schein, 1895 (Reprint 1989, ISBN 3-7618-0936-0)
- Johann Hermann Schein und das weltliche Lied des 17. Jahrhunderts, 1903
- Das Werk von Bayreuth (Sammlung von Vorträgen über die Bayreuther Festspiele), 1909
- Musik als tönende Faust-Idee, 1920
- Die Meistersinger von Nürnberg in 3 Aufzügen (Vollständige Dichtung mit einer Einführung in das Werk), 1926
- Einführung in Richard Wagners Lohengrin, 2. Aufl. 1937